# Stephen Bentley
Pour les articles homonymes, voir Bentley.
 (mars 2020).
Stephen Bentley (né le 19 août 1954 en Californie) est un auteur de bande dessinée américain. Il a créé en 1989 Herb and Jamaal (en), un comic strip diffusé par Creators Syndicate (en).